# Stará Roveň
Stará Roveň je malá vesnice, část obce Městečko Trnávka v okrese Svitavy. Nachází se asi 5 km na východ od Městečka Trnávky. V roce 2009 zde bylo evidováno 31 adres. V roce 2001 zde trvale žilo 49 obyvatel.
Stará Roveň je také název katastrálního území o rozloze 3,8 km2. V katastrálním území Stará Roveň leží i Nová Roveň.

## Název
Jméno vesnice je totožné se starým obecným roveň - "rovina". Přívlastek Stará byl připojen po založení Nové Rovně koncem 18. století.

## Historie
První písemná zmínka o obci je datována do roku 1351.

## Přírodní poměry
Obcí protéká Roveňský potok, jenž pramení na jih od ní.
Celý katastr obce se nalézá na území přírodního parku Bohdalov-Hartinkov.

## Fotogalerie

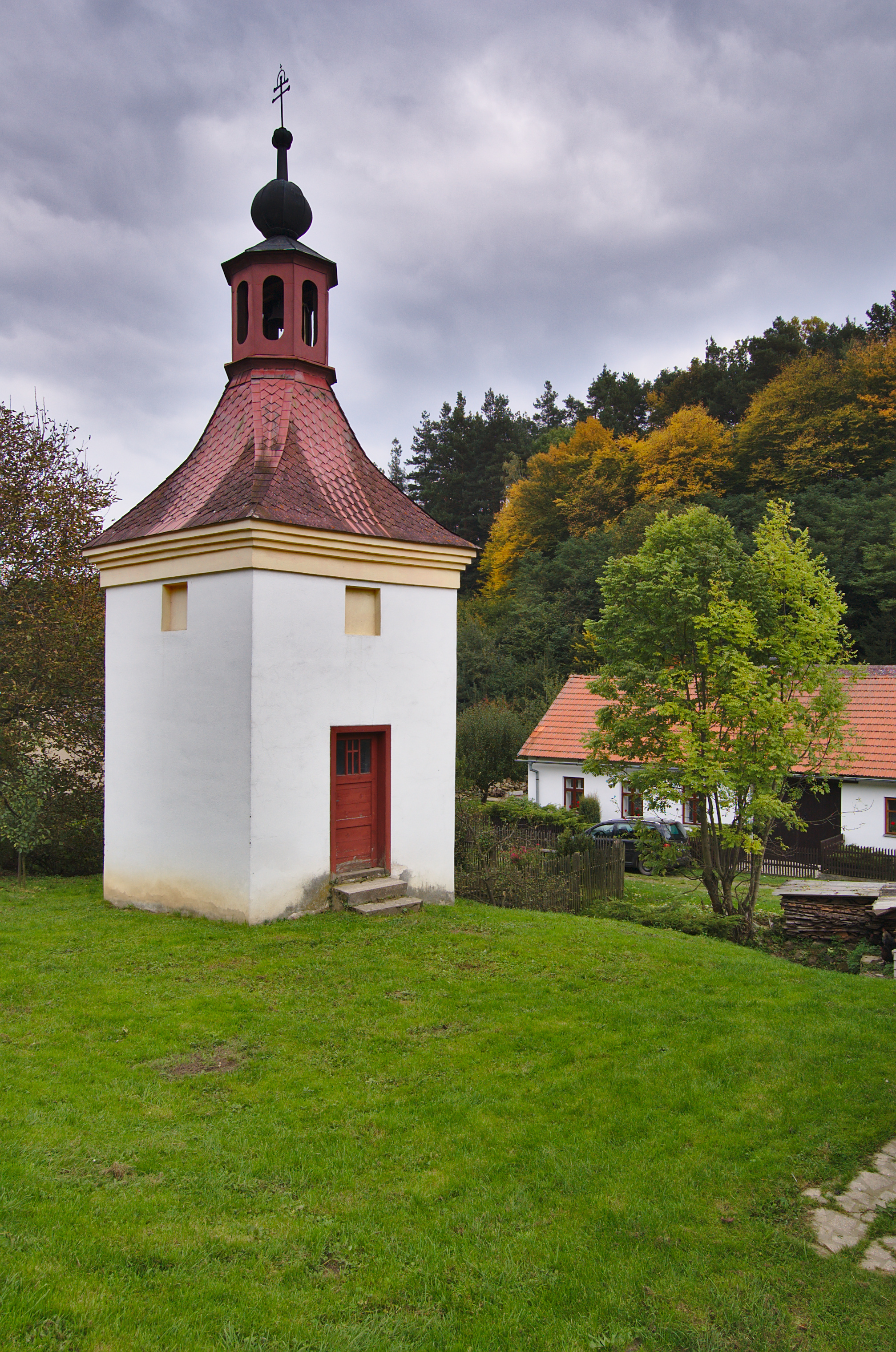
Kaple
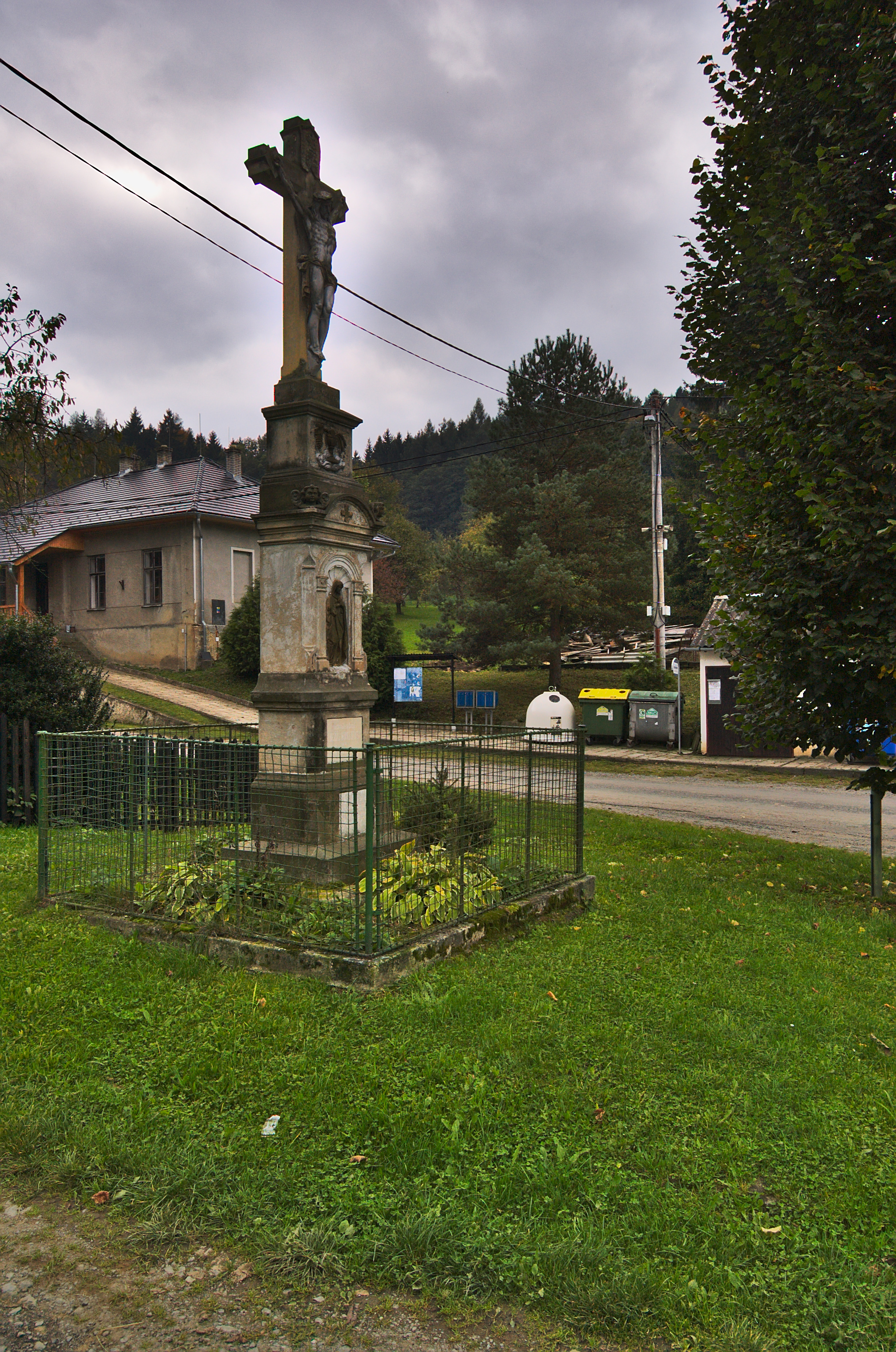
Kříž na návsi
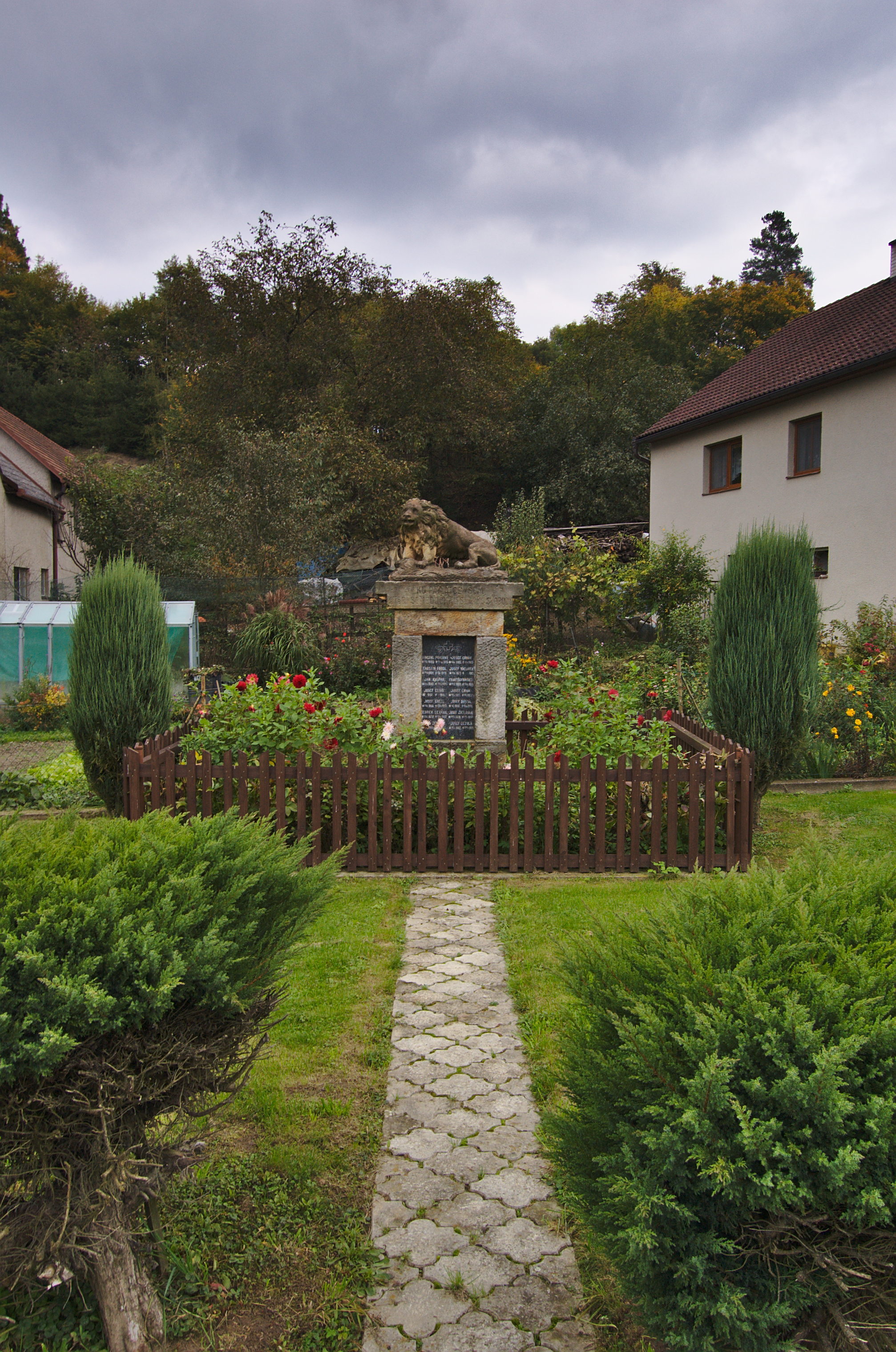
Památník obětem první světové války
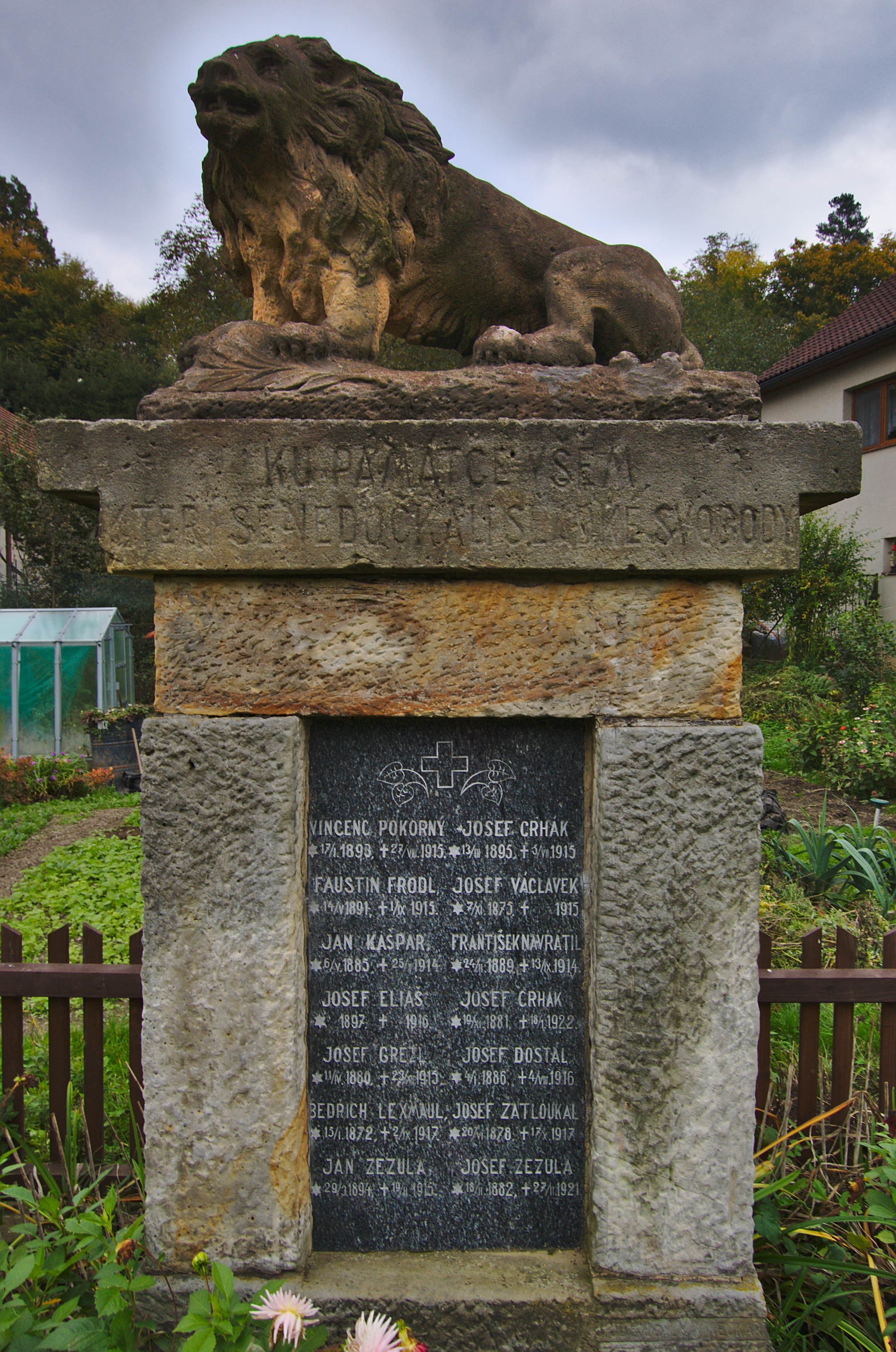
Památník obětem první světové války - detail
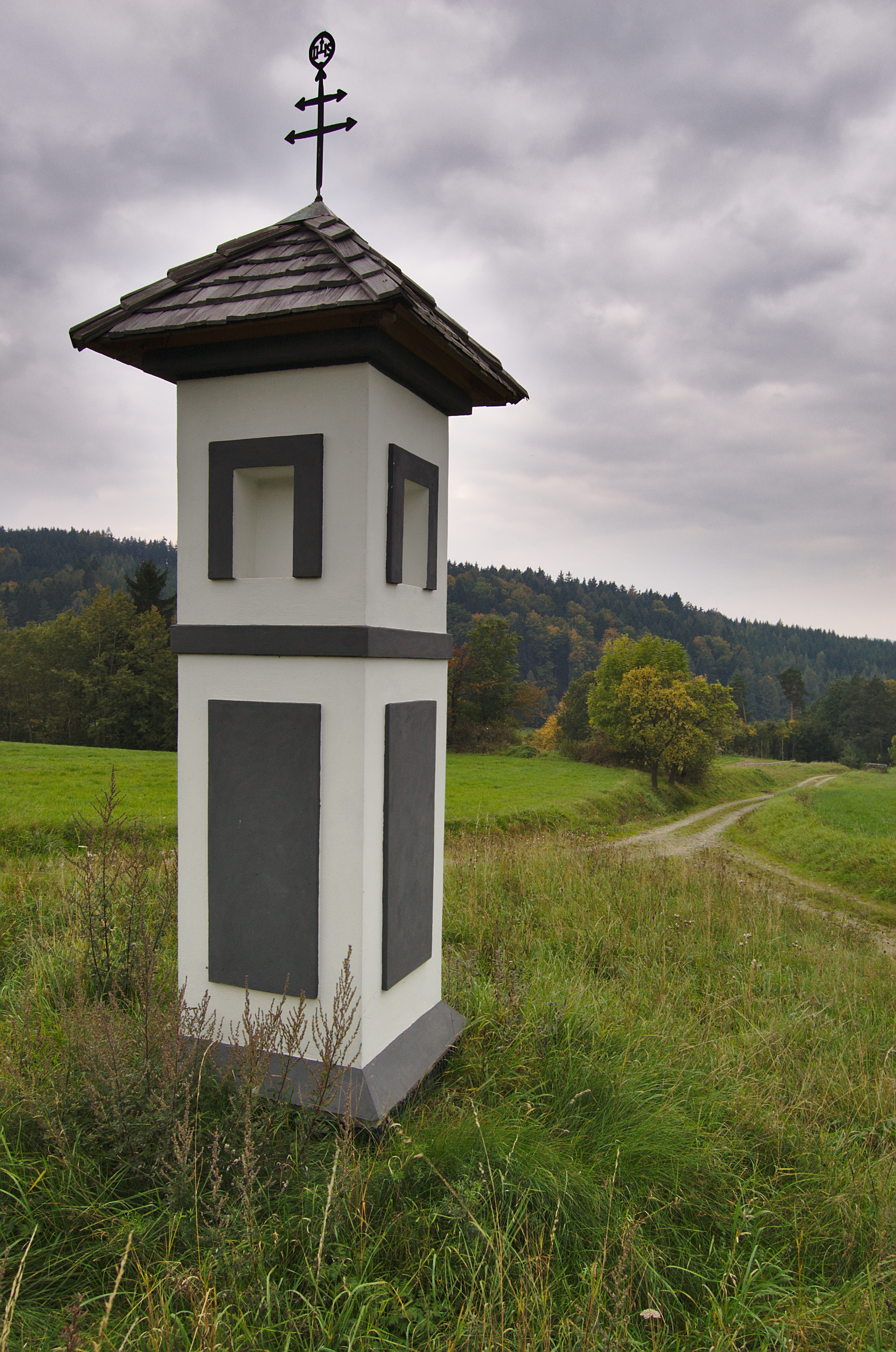
Boží muka u polní cesty z Nové Rovně do Staré Rovně
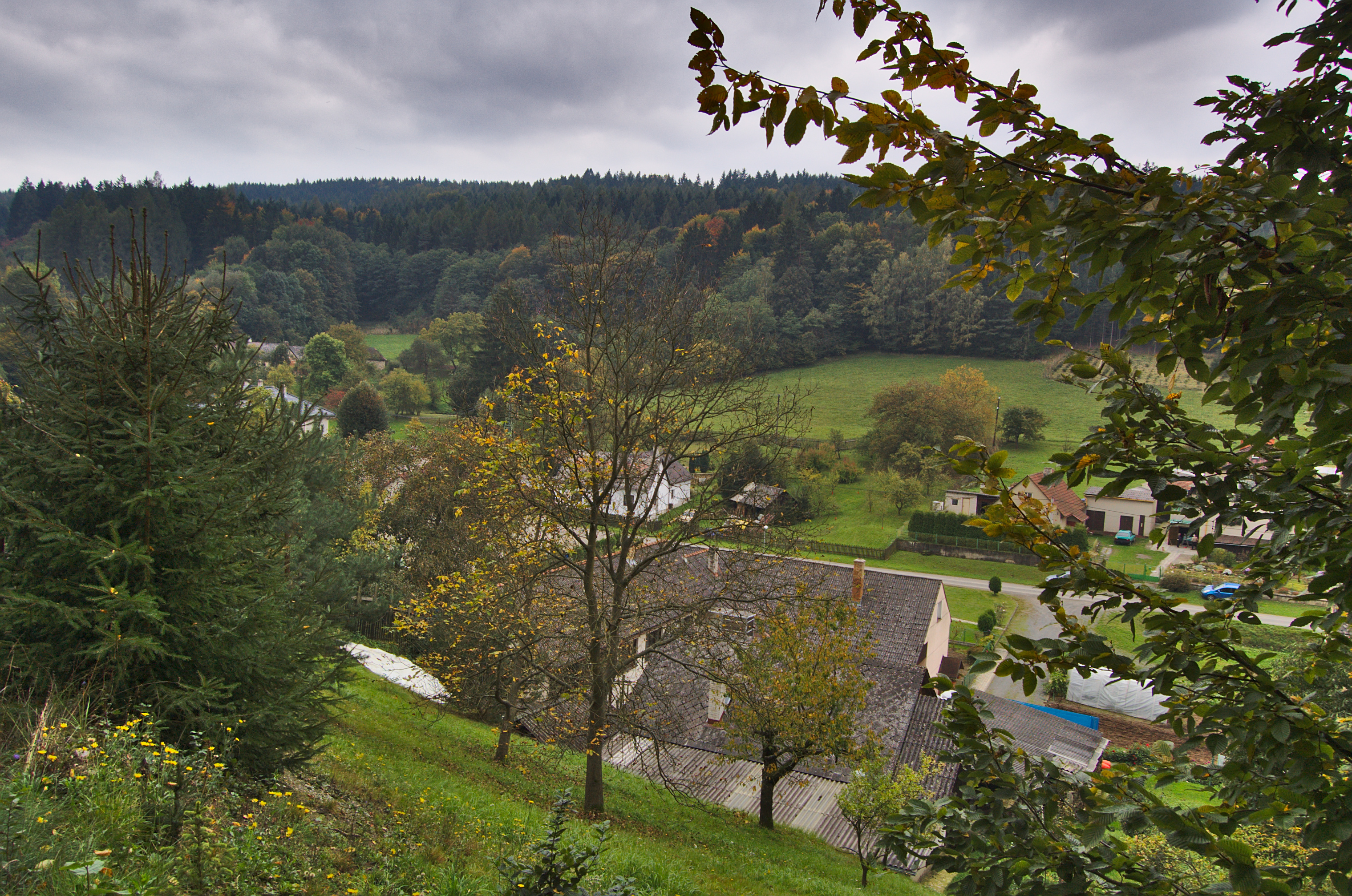
Pohled na obec z polní cesty od Nové Rovně
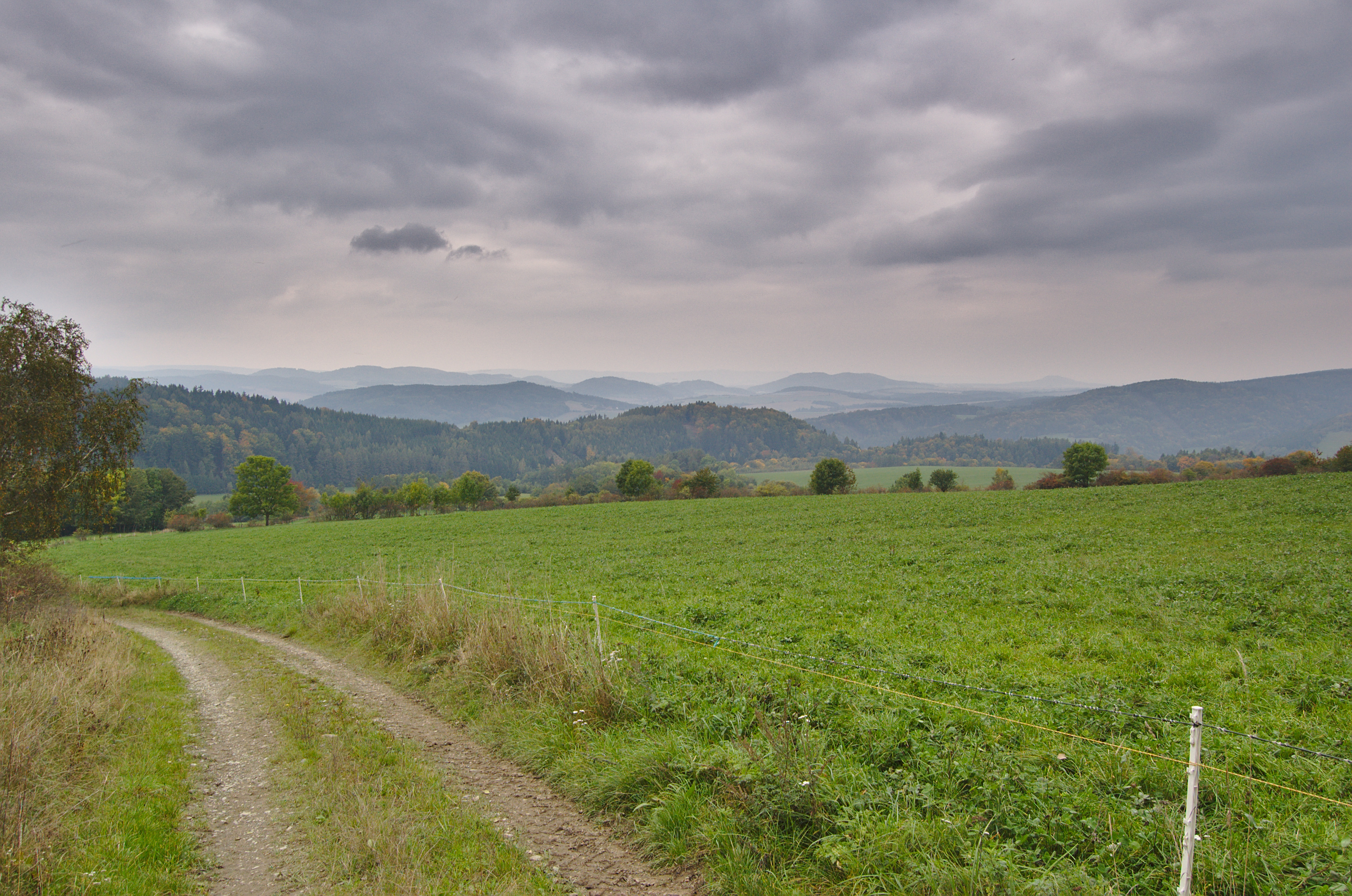
Pohled z polní cesty z Nové Rovně do Staré Rovně